# Jacob van Driessen
Jacob van Driessen (Sneek, 12 september 1819 - aldaar, 30 augustus 1885) is een voormalig burgemeester van Sneek.
Van Driessen werd op 27 november 1876 aangesteld als burgemeester en zou deze functie tot zijn dood op 30 augustus 1885 vervullen. Hij was ook regent van het Old Burger Weeshuis.